# Sveriges damlandslag i goalball
Sveriges damlandslag i goalball representerar Sverige i goalball på damsidan och har bland annat tagit EM-silver 1999. Laget är anslutet till Svenska Parasportförbundet och deltog bland annat vid Paralympiska sommarspelen 2008.